# Тунас
Тунас (на испански: Las Tunas) е град и община в Източноцентрална Куба. Населението на общината е 210 412 жители (по приблизителна оценка от декември 2017 г.), а площта 210,4 кв. км. Основан е през 1759 г. Намира се на 90 м н.в. в часови пояс UTC-5 на 657 км от Хавана. Телефонният код на града е +53 – 31. Градът разполага с шест парка.